# Turquestão Russo

O Turquestão Russo em 1900

Governadoria-geral do Turquestão (em russo:  Туркестанское генерал-губернаторство) ou Turquestão Russo (em russo: Русский Туркестан; romaniz.: Russki Turkestan), foi uma entidade administrativa-territorial do Império Russo, também conhecida como Turquestão Ocidental (em russo:  Западный Туркестан) ou Grande Bucaria (em russo:  Великая Бухария). Era formada pelos oblasts de Transcáspio, Sir Dária, Samarcanda, Fergana e Semirechye, que atualmente pertencem ao Cazaquistão, Quirguistão, Tajiquistão, Turquemenistão, Usbequistão. Possuía um território de 3 076 628 km ², com 7 721 684 habitantes (1897). Compreendia a área de oásis localizada ao sul do estepe cazaque, mas não os protetorados do Emirado de Bucara e o Canato de Quiva. A Governadoria-geral foi formada em 1868 com capital em Tasquente. Após a Revolução Russa de 1917, caiu nas mãos de vários grupos, mas depois da guerra civil que se seguiu foi parte da União Soviética.